# Thomas Fairfax (5e lord Fairfax de Cameron)
Pour les articles homonymes, voir Thomas Fairfax et Fairfax.
Thomas Fairfax, 5e lord Fairfax de Cameron (en), est un noble et un homme politique anglais, né le 16 avril 1657 et mort le 6 janvier 1710 (calendrier grégorien).

## Biographie
Fairfax est l'arrière-petit-fils de Thomas Fairfax, 1er lord Fairfax de Cameron. Il est le fils de Francis Barwick et de Henry Fairfax (4e Lord Fairfax de Cameron).
Il ressort diplômé de Magdalen College d'Oxford en 1675. En 1688, il devient colonel de la Milice du Yorkshire commandée par Thomas Osborne, comte de Danby. En 1690 et 1695, il est élu député Tory au Parlement d'Angleterre. En 1704, la reine Anne lui accorde un brevet de recherche d'épaves et de trésor dans les Indes occidentales, valable pour trois ans. Une compagnie est créée et trois bateaux de sauvetage sont envoyés, mais l'expédition s'avère être une perte d'argent.
Fairfax est réélu au Parlement lors d'une élection partielle au Yorkshire en 1707. Mais l'acte d'union de 1707 le destitue de son mandat, car il interdit aux pairs d'Écosse de siéger à la Chambre des communes.

## Vie familiale
En 1685, Fairfax épouse Catherine Colepepper, fille de Thomas Culpeper, 2e baron Culpeper. Le couple a sept enfants : Thomas Fairfax, 6e lord Fairfax de Cameron, Henry Colpepper Fairfax, Katherine Fairfax, Margaret Fairfax, Frances Fairfax, Mary Fairfax et Robert Fairfax, 7e lord Fairfax de Cameron.